# Teuvo Kohonen

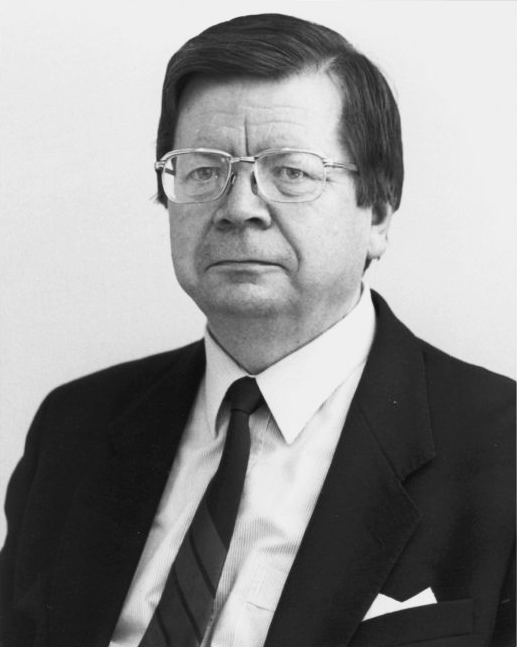
Teuvo Kohonen.

Teuvo Kalevi Kohonen, född 11 juli 1934 i Lauritsala (nuvarande Villmanstrand), död 13 december 2021 i Esbo, var en finländsk fysiker.
Kohonen blev teknologie doktor 1962, var 1963–65 biträdande professor vid Tekniska högskolan i Helsingfors och 1965–93 professor i teknisk fysik. Han var ursprungligen kärnfysiker, men har blivit mest känd för sin forskning om hur människans hjärna organiserar intrycken i så kallade självorganiserande kartor och har överfört denna metod till datorprogram som kan skapa motsvarande kartor på en datorskärm. Han tilldelades 2000 som förste teknologie doktor akademikers titel.

### Uppslagsverk
- Kohonen, Teuvo i Uppslagsverket Finland (webbupplaga, 2012). CC-BY-SA 4.0